# ルイ・トーマス・フォン・ザヴォイエン

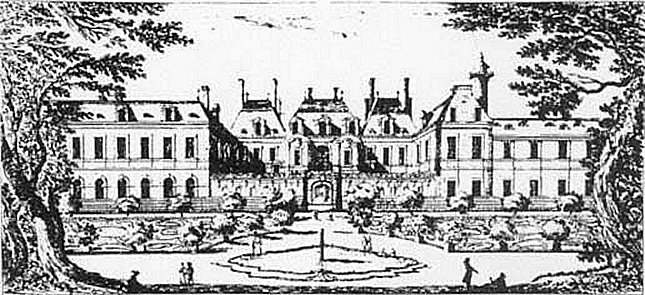
パリのオテル・ド・ソワソン、イスラエル・シルヴェストルによる銅版画、1650年

ルイ・トーマス・フォン・ザヴォイエン＝カリニャン（Louis Thomas von Savoyen-Carignan, 1657年8月1日 - 1702年8月24日）は、フランス王国軍及び神聖ローマ皇帝（ハプスブルク帝国）軍に仕えた将校。ソワソン伯。皇帝軍の元帥オイゲン・フォン・ザヴォイエンの兄。フランス語名はルイ＝トーマ・ド・サヴォワ＝カリニャン（Louis-Thomas de Savoie-Carignan）。

## 生涯
フランス王ルイ14世に将軍・県知事として仕えたソワソン伯ウジェーヌ・モーリスと、ジュール・マザラン枢機卿の姪の1人オランプ・マンシーニの間の長男。ルイ14世のパリ宮廷で育てられ、1673年父の死と同時にソワソン伯の爵位を継承した。
1674年、フランス王家の諸親族たちの中から選ばれて、フランスの推すポーランド新国王候補となるが、王位獲得は成らなかった
。
父が不慮の死を遂げ、1675年に起きた毒薬事件に関連して母が国外追放処分を受けた結果、ルイ＝トーマとその弟妹は父方の祖母マリー・ド・ブルボンの後見を受けることになった。母がルイ14世の怒りを買ったために、ルイ＝トーマはソワソン伯の爵位を継いだものの、爵位に付帯していた世襲の官職や収入は与えられなかった。その影響で2人の妹たちは生涯未婚だった。弟たちはルイ＝トーマと同様にフランスで軍人や聖職者になったが、唯一人ウジェーヌ（オイゲン）だけがオーストリアのハプスブルク家に仕え、有能な軍人として頭角を現した。
1680年、ペリゴール地方出身の下級貴族ラ・クロート家に属するウラニー・ド・ラ・クロート・ド・シャンテラック（1655年 - 1717年）と結婚、間に6人の子をもうけた。彼女はコンデ公家の厩舎長の娘で、サヴォイア家の公子の婚姻としては妻の身分が低すぎて貴賤結婚と見なされ、パリ宮廷におけるソワソン伯の立場を弱めた。
- マリア・アンナ・ヴィクトリア（1683年 - 1763年） - 1738年ザクセン＝ヒルトブルクハウゼン公子ヨーゼフ・フリードリヒ（ドイツ語版）と結婚（1752年離婚）。
- ルイ・トーマス（1685年 - 1695年）
- テレーゼ・アンナ・ルイーゼ（1686年 - 1736年）
- エマヌエル・トーマス（1687年 - 1729年） - ソワソン伯、1713年リヒテンシュタイン侯女マリア・テレジアと結婚。
- モーリッツ（1690年 - 1710年）
- オイゲン（1692年 - 1712年） - 皇帝軍陸軍大佐（連隊長）、叔父オイゲンのロンドン訪問随行中に天然痘で死去、ウェストミンスター大聖堂内オーモンド公爵家墓所に埋葬される[5]。

ルイ＝トーマは敵軍に対する利敵行為を働いたとしてルイ14世王にフランス軍を罷免され、ヴェネツィア共和国、オランダ、イングランド、スペインの各国の軍隊で職を得ようとしたが、失敗に終わった。1699年、破産した彼はついに成功者の弟オイゲンを頼ってウィーンに移り、弟の口利きで皇帝軍の陸軍中将となった。スペイン継承戦争が勃発した直後、フランス軍に占領されたランダウ要塞の攻略作戦（ランダウ包囲戦）に従事した際に致命傷を負い、1702年8月24日死去。

## 引用
1. ↑  Alfred Ritter von Arneth: Prinz Eugen von Savoyen. Nach den handschriftlichen Quellen der kaiserlichen Archive. 1. Band 1663–1707, Wien 1864, S. 7.
2. ↑  Alfred Ritter von Arneth: Prinz Eugen von Savoyen. Nach den handschriftlichen Quellen der kaiserlichen Archive. 1. Band 1663–1707, Wien 1864, S. 7 und 126.
3. ↑  飯塚，P121
4. ↑  飯塚，P122
5. ↑  マッケイ，P180
6. ↑  マッケイ，P59
7. ↑  Alfred Ritter von Arneth: Prinz Eugen von Savoyen. Nach den handschriftlichen Quellen der kaiserlichen Archive. 1. Band 1663–1707, Wien 1864, S. 125–126; und Max Braubach: Geschichte und Abenteuer. Gestalten um den Prinzen Eugen. Verlag Bruckmann, München 1950, S. 97.
8. ↑  Max Braubach: Geschichte und Abenteuer. Gestalten um den Prinzen Eugen. Verlag Bruckmann, München 1950, S. 97; und Ernst Trost: Prinz Eugen. Verlag Amaltea, Wien 1985, ISBN 3-85002-207-2, S. 99.